# Diálogo sobre os Dois Principais Sistemas do Mundo

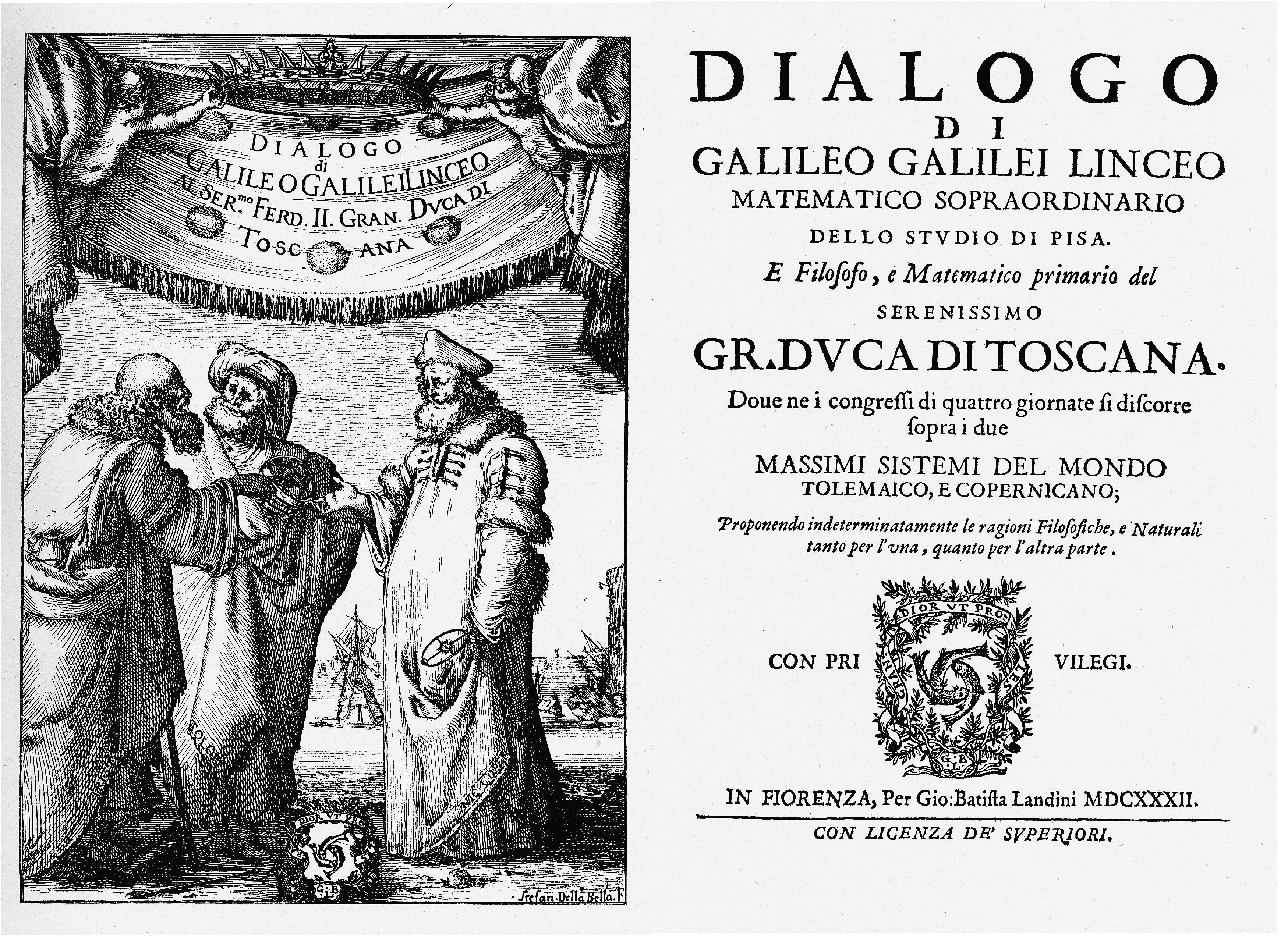
Frontispício do Diálogo.

O Diálogo sobre os dois principais sistemas do mundo (no original em italiano Dialogo sopra i due massimi sistemi del mondo) é um livro em língua italiana de 1632 de Galileo Galilei que compara o sistema copernicano com o sistema tradicional ptolomaico. Foi traduzido para o latim como Systema cosmicum em 1635 por Matthias Bernegger. O livro foi dedicado ao patrono de Galileu, Ferdinando II de Medici, Grão-duque da Toscana, que recebeu a primeira cópia impressa em 22 de fevereiro de 1632.
No sistema copernicano, a Terra e outros planetas orbitam o Sol, enquanto no sistema ptolomaico tudo no Universo gira em torno da Terra. O Diálogo foi publicado em Florença sob uma licença formal da Inquisição. Em 1633, Galileu foi considerado "veementemente suspeito de heresia" com base no livro, que foi então colocado no Índice de Livros Proibidos, do qual não foi removido até 1835 (depois que as teorias discutidas foram permitidas na impressão em 1822). Em uma ação que não foi anunciada na época, a publicação de qualquer outra coisa que ele tivesse escrito ou pudesse escrever também foi proibida nos países católicos.

## Visão geral
Enquanto escrevia o livro, Galileu se referiu a ele como seu Diálogo sobre as marés, e quando o manuscrito foi para a Inquisição para aprovação, o título era Diálogo sobre a vazante e o fluxo do mar. Foi-lhe ordenado que removesse do título todas as menções às marés e alterasse o prefácio, porque conceder a aprovação a tal título pareceria a aprovação de sua teoria das marés usando o movimento da Terra como prova. Como resultado, o título formal na página de título é Diálogo, que é seguido pelo nome de Galileu, postagens acadêmicas e seguido por um longo subtítulo. O nome pelo qual a obra é agora conhecida foi extraída pelo impressor da descrição na página de rosto, quando foi dada permissão para reimprimi-la com um prefácio aprovado por um teólogo católico em 1744. Isso deve ser mantido em mente ao discutir os motivos de Galileu para escrever o livro. Embora o livro seja apresentado formalmente como uma consideração de ambos os sistemas (como precisava ser para ser publicado), não há dúvida de que o lado copernicano leva a melhor no argumento.

## Resumo
Prefácio: Para o leitor perspicaz refere-se à proibição da "opinião pitagórica de que a terra se move" e diz que o autor "toma o lado copernicano com uma hipótese matemática pura". Ele apresenta os amigos Sagredo e Salviati com quem teve conversas, bem como o filósofo peripatético Simplício.

### Dia um
Ele começa com a prova de Aristóteles da completude e perfeição do mundo (ou seja, o universo) por causa de suas três dimensões. Simplício aponta que três eram preferidas pelos pitagóricos, enquanto Salviati não consegue entender por que três pernas são melhores do que duas ou quatro. Ele sugere que os números eram "ninharias que mais tarde se espalharam entre o vulgar" e que suas definições, como as de linhas retas e ângulos retos, eram mais úteis para estabelecer as dimensões. A resposta de Simplício foi que Aristóteles pensava que, em questões físicas, a demonstração matemática nem sempre era necessária.
Salviati ataca a definição de Aristóteles dos céus como incorruptíveis e imutáveis, enquanto apenas a zona ligada à lua mostra mudança. Ele aponta as mudanças observadas nos céus: as novas estrelas de 1572 e 1604 e as manchas solares, vistas pelo novo telescópio. Existe uma discussão sobre o uso de argumentos a priori por Aristóteles. Salviati sugere que ele usa sua experiência para escolher um argumento apropriado para provar exatamente como os outros fazem e que ele mudaria de ideia nas presentes circunstâncias.
Simplício argumenta que as manchas solares podem ser simplesmente pequenos objetos opacos passando na frente do Sol, mas Salviati aponta que alguns aparecem ou desaparecem aleatoriamente e aqueles nas bordas são achatados, ao contrário de corpos separados. Portanto, "é melhor a filosofia aristotélica dizer 'O céu é alterável porque meus sentidos me dizem' do que 'O céu é inalterável porque Aristóteles foi tão persuadido pelo raciocínio'".
Experimentos com um espelho são usados para mostrar que a superfície da Lua deve ser opaca e não uma esfera de cristal perfeita, como acredita Simplício. Ele se recusa a aceitar que as montanhas na Lua causam sombras, ou que a luz refletida da Terra é responsável pelo contorno tênue em uma lua crescente.
Sagredo afirma que considera a Terra nobre por causa das mudanças nela, enquanto Simplício diz que a mudança na Lua ou nas estrelas seria inútil porque não beneficiam o homem. Salviati destaca que os dias na lua duram um mês e, apesar do terreno variado que o telescópio revelou, ele não sustentaria a vida. Os humanos adquirem verdades matemáticas lenta e hesitantemente, ao passo que Deus conhece a infinidade delas intuitivamente. E quando alguém olha para as coisas maravilhosas que os homens compreenderam e planejaram, então claramente a mente humana é uma das mais excelentes obras de Deus.

### Dia dois
O segundo dia começa repetindo que Aristóteles mudaria de opinião se visse o que eles estavam vendo. "Foram os seguidores de Aristóteles que o coroaram com autoridade, não aquele que a usurpou ou se apropriou dela".
Existe um movimento supremo - aquele pelo qual o Sol, a Lua, os planetas e as estrelas fixas parecem mover-se do leste para o oeste no espaço de 24 horas. Isso pode pertencer tão logicamente à Terra como ao resto do universo. Aristóteles e Ptolomeu, que entenderam isso, não argumentam contra qualquer outro movimento além deste diurno.
O movimento é relativo: a posição dos sacos de grãos em um navio pode ser idêntica no final da viagem, apesar do movimento do navio. Por que deveríamos acreditar que a natureza move todos esses corpos extremamente grandes com velocidades inconcebíveis, em vez de simplesmente mover a Terra de tamanho moderado? Se a Terra for retirada da imagem, o que acontecerá com todo o movimento?
O movimento dos céus de leste a oeste é o oposto de todos os outros movimentos dos corpos celestes que vão de oeste para leste; fazer a Terra girar a coloca em linha com todas as outras. Embora Aristóteles argumente que movimentos circulares não são contrários, eles ainda podem levar a colisões.
As grandes órbitas dos planetas demoram mais do que as mais curtas: Saturno e Júpiter levam muitos anos, Marte dois, enquanto a Lua leva apenas um mês. As luas de Júpiter levam ainda menos. Isso não muda se a Terra girar todos os dias, mas se a Terra estiver estacionária, de repente descobrimos que a esfera das estrelas fixas gira em 24 horas. Dadas as distâncias, isso seria mais razoavelmente de milhares de anos.
Além disso, algumas dessas estrelas precisam viajar mais rápido do que outras: se a Estrela Polar estivesse precisamente no eixo, ela seria totalmente estacionária, enquanto as do equador teriam uma velocidade inimaginável. A solidez desta suposta esfera é incompreensível. Faça da Terra o primeiro móvel e a necessidade dessa esfera extra desaparecerá.
Eles consideram três objeções principais ao movimento da Terra: que um corpo em queda seria deixado para trás pela Terra e, portanto, cairia muito a oeste de seu ponto de liberação; que uma bala de canhão disparada para o oeste voaria similarmente muito mais longe do que uma disparada para o leste; e que uma bala de canhão disparada verticalmente também pousaria muito a oeste. Salviati mostra que isso não leva em conta o ímpeto do canhão.
Ele também aponta que tentar provar que a Terra não se move usando a queda vertical comete a falha lógica de paralogismo (supondo o que será provado), porque se a Terra está se movendo, então é apenas na aparência que ela está caindo verticalmente; na verdade, ele está caindo inclinado, como acontece com uma bala de canhão subindo através do canhão (ilustrado).
Ao refutar um trabalho que afirma que uma bola caindo da Lua levaria seis dias para chegar, a regra do número ímpar é introduzida: um corpo caindo 1 unidade em um intervalo cairia 3 unidades no próximo intervalo, 5 unidades no seguinte um, etc. Isso dá origem à regra pela qual a distância percorrida é de acordo com o quadrado do tempo. Usando isso, ele calcula que o tempo é realmente pouco mais de 3 horas. Ele lembra ainda que a densidade do material não faz muita diferença: uma bola de chumbo pode acelerar apenas duas vezes mais rápido que uma de cortiça.
Na verdade, uma bola caindo de tal altura não cairia para trás, mas à frente da vertical, porque o movimento de rotação seria em círculos cada vez menores. O que faz a Terra se mover é semelhante a tudo o que move Marte ou Júpiter e é o mesmo que puxa a pedra para a Terra. Chamar isso de gravidade não explica o que é.

### Dia três
Salviati começa descartando os argumentos de um livro contra as novas que leu durante a noite. Ao contrário dos cometas, estes eram estacionários e sua falta de paralaxe facilmente verificada e, portanto, não poderiam estar na esfera sublunar.
Simplício agora oferece o maior argumento contra o movimento anual da Terra: se ela se mover, não poderá mais ser o centro do zodíaco, o mundo. Aristóteles dá provas de que o universo é limitado e esférico. Salviati aponta que estes desaparecem se ele negar a ele a suposição de que é móvel, mas permite a suposição inicialmente para não multiplicar as disputas.
Ele ressalta que, se alguma coisa é o centro, deve ser o Sol e não a Terra, porque todos os planetas estão mais próximos ou mais distantes da Terra em momentos diferentes, Vênus e Marte até oito vezes. Ele encoraja Simplício a fazer um plano dos planetas, começando com Vênus e Mercúrio, que são facilmente vistos girando em torno do Sol. Marte também deve girar em torno do Sol (assim como da Terra), uma vez que nunca é visto com chifres, ao contrário de Vênus agora visto pelo telescópio; da mesma forma com Júpiter e Saturno. A Terra, que fica entre Marte com um período de dois anos e Vênus com nove meses, tem um período de um ano que pode ser mais elegantemente atribuído ao movimento do que a um estado de repouso.
Sagredo levanta duas outras objeções comuns. Se a Terra girasse, as montanhas logo estariam em uma posição em que seria necessário descer ao invés de subir. Em segundo lugar, o movimento seria tão rápido que alguém no fundo de um poço teria apenas uma breve instância para ver uma estrela enquanto ela a atravessava. Simplício vê que o primeiro não difere de viajar pelo globo, como quem já circunavegou, mas embora perceba que o segundo é igual a girar os céus, ele ainda não o compreende. Salviati diz que o primeiro não é diferente daqueles que negam os antípodas. Para o segundo, ele encoraja Simplício a decidir que fração do céu pode ser vista de baixo do poço.
Salviati traz outro problema, que é que Marte e Vênus não são tão variáveis quanto a teoria sugere. Ele explica que o tamanho de uma estrela para o olho humano é afetado pelo brilho e os tamanhos não são reais. Isso é resolvido com o uso do telescópio, que também mostra a forma crescente de Vênus. Uma outra objeção ao movimento da Terra, a existência única da Lua, foi resolvida com a descoberta das luas de Júpiter, que pareceriam a Lua da Terra para qualquer Joviano.
Copérnico conseguiu reduzir alguns dos movimentos irregulares de Ptolomeu, que teve que lidar com movimentos que às vezes são rápidos, às vezes lentos e às vezes para trás, por meio de vastos epiciclos. Marte, acima da esfera do Sol, frequentemente cai bem abaixo dela, e então se eleva acima dela. Essas anomalias são curadas pelo movimento anual da Terra. Isso é explicado por um diagrama no qual o movimento variável de Júpiter é mostrado usando a órbita da Terra.
Simplício produz outro livreto no qual argumentos teológicos são misturados com argumentos astronômicos, mas Salviati se recusa a abordar as questões das Escrituras. Assim, ele produz o argumento de que as estrelas fixas devem estar a uma distância inconcebível, sendo a menor maior do que toda a órbita da Terra. Salviati explica que tudo isso vem de uma deturpação do que Copérnico disse, resultando em um enorme cálculo excessivo do tamanho de uma estrela de sexta magnitude. Mas muitos outros astrônomos famosos superestimaram o tamanho das estrelas, ignorando o fator de brilho. Nem mesmo Tycho, com seus instrumentos precisos, se dispôs a medir o tamanho de qualquer estrela, exceto o Sol e a Lua. Mas Salviati (Galileu) foi capaz de fazer uma estimativa razoável simplesmente pendurando uma corda para obscurecer a estrela e medindo a distância de um olho a outra.
Mesmo assim, muitos não conseguem acreditar que as estrelas fixas podem ser individualmente tão grandes ou maiores que o sol. Para que fim são esses? Salviati afirma que “é impetuoso para a nossa fraqueza tentar julgar as razões das ações de Deus e chamar tudo no universo de vão e supérfluo que não nos serve”.
Tycho ou algum de seus discípulos tentou investigar de alguma forma fenômenos que possam afirmar ou negar o movimento da Terra? Algum deles sabe quanta variação é necessária nas estrelas fixas? Simplício se opõe a admitir que a distância das estrelas fixas é grande demais para ser detectada. Salviati aponta como é difícil até mesmo detectar as distâncias variáveis de Saturno. Muitas das posições das estrelas fixas não são conhecidas com precisão e são necessários instrumentos muito melhores do que os de Tycho: digamos, usando uma mira com uma posição fixa a 60 milhas de distância.
Sagredo então pede a Salviati que explique como o sistema copernicano explica as estações e as desigualdades do dia e da noite. Isso ele faz com a ajuda de um diagrama que mostra a posição da Terra nas quatro estações. Ele aponta como é muito mais simples do que o sistema ptolomaico. Mas Simplício acha que Aristóteles foi sábio ao evitar muita geometria. Ele prefere o axioma de Aristóteles para evitar mais de um movimento simples de cada vez.

### Dia quatro
Eles estão na casa de Sagredo em Veneza, onde as marés são um assunto importante, e Salviati quer mostrar o efeito do movimento da Terra sobre as marés. Ele primeiro aponta os três períodos das marés: diário (diurno), geralmente com intervalos de 6 horas de subida e mais seis de vazante; mensalmente, aparentemente da Lua, que aumenta ou diminui essas marés; e anual, levando a tamanhos diferentes nos equinócios.
Ele considera primeiro o movimento diário. Três variedades são observadas: em alguns lugares as águas sobem e descem sem nenhum movimento para a frente; em outros, eles se movem para o leste e de volta para o oeste sem subir ou descer; em outros ainda, há uma combinação de ambos - isso acontece em Veneza, onde as águas sobem ao entrar e caem ao sair. No Estreito de Messina, há correntes muito rápidas entre Cila e Caribdis. No Mediterrâneo aberto, a alteração de altura é pequena, mas as correntes são perceptíveis.
Simplício rebate com as explicações peripatéticas, que se baseiam nas profundezas do mar e no domínio da Lua sobre a água, embora isso não explique as luas nascentes quando a Lua está abaixo do horizonte. Mas ele admite que pode ser um milagre.
Quando a água sobe em Veneza, de onde ela vem? Há pouco aumento em Corfu ou Dubrovnik. Do oceano pelo Estreito de Gibraltar? Está muito longe e as correntes são muito lentas.
Então, o movimento do contêiner pode causar a perturbação? Considere as barcaças que trazem água para Veneza. Quando eles atingem um obstáculo, a água corre para a frente; quando eles acelerarem, ele irá para trás. Apesar de toda essa perturbação, não há necessidade de água nova e o nível no meio permanece amplamente constante, embora a água lá vá para frente e para trás.
Considere um ponto na Terra sob a ação conjunta dos movimentos anuais e diurnos. Ao mesmo tempo, eles são somados e 12 horas depois eles agem um contra o outro, então há uma alternância de aceleração e desaceleração. Assim, as bacias oceânicas são afetadas da mesma forma que a barcaça, principalmente na direção leste-oeste. O comprimento da barcaça faz diferença na velocidade das oscilações, assim como o comprimento de um prumo muda sua velocidade. A profundidade da água também faz diferença no tamanho das vibrações.
O efeito primário só explica as marés uma vez por dia; deve-se procurar em outro lugar a mudança de seis horas, os períodos de oscilação da água. Em alguns lugares, como o Helesponto e o Egeu, os períodos são mais breves e variáveis. Mas um mar norte-sul como o Mar Vermelho tem muito poucas marés, enquanto o Estreito de Messina carrega o efeito reprimido de duas bacias.
Simplício objeta que, se isso é responsável pela água, não deveria ser ainda mais visto nos ventos? Salviati sugere que as bacias de contenção não são tão eficazes e o ar não sustenta seu movimento. No entanto, essas forças são vistas pelos ventos constantes de leste a oeste nos oceanos da zona tórrida.

Parece que a Lua também participa da produção dos efeitos do cotidiano, mas isso o repugna. Os movimentos da Lua têm causado grande dificuldade aos astrônomos. É impossível fazer um balanço completo dessas coisas, dada a natureza irregular das bacias marítimas.